# Granadilla
Granadilla Mill. je istoznačnica za biljke iz roda Passiflora.
Granadilla može biti jedna od nekoliko vrsta passiflora (Passiflora), posebice njihovih plodova, među ostalim:
1. velika granadilla ili badea' (Passiflora quadrangularis)
2. slatka granadilla, na španjolskom samo granadilla (Passiflora ligularis)
3. marakuja, južnoafrički engleski ju naziva "granadilla", Passiflora edulis)

Ime granadilla dolazi iz španjolske imenice granadilla koja je izvorno umanjenica od riječi granada koja je ime za jednu drugu biljku slična ploda i sjemenaka slična okusa, a koja uopće nije srodna granadillama, mogranju (Punica granatum). Granada je, s druge strane, takvo ime dobila po sjemenkama u njenom plodu.